# Gigantosaurus (Fernsehserie)
Gigantosaurus ist eine französisch-kanadische Animationsserie, die auf dem gleichnamigen Kinderbuch von Johnny Duddle basiert. Sie wurde von 2019 bis 2022 ausgestrahlt.

## Handlung
In einem Tal vor vielen Millionen Jahren leben vier kleine Dinosaurierfreunde namens Rocky, Bill, Tiny und Mazu, die jeden Tag Abenteuer erleben. Ebenfalls dort lebt der gigantische Giganto, den die Kinder gleichzeitig fürchten und bewundern.

## Charaktere
- Rocky: Dieser junge Parasaurolophus ist der selbsternannte Anführer des Quartetts. Er tut immer sehr mutig, obwohl er von den vieren eigentlich die am wenigsten nennenswerten Verteidigungsmöglichkeiten besitzt. Rocky ist sehr von Giganto fasziniert und wünscht sich oft, genauso cool zu sein.

- Bill: Bill ist ein junger Brachiosaurus. Er ist sehr ängstlich und macht sich bei Rockys verrückten Einfällen oft am meisten Sorgen.

- Tiny: Sie ist ein junger Triceratops, obwohl ihr noch das Nasenhorn fehlt. Tiny macht gerne Witze und lacht viel. Sie malt auch gerne.

- Mazu: Dieses junge Ankylosaurus-Mädchen ist das technische Genie der Freunde. Sie baut gerne Geräte und Apparaturen.

- Giganto: Dieser riesige Giganotosaurus ist der uneingeschränkte Herrscher des Territoriums. Obwohl er die vier Freunde für gewöhnlich ignoriert, trifft er oft mit ihnen zusammen und kann sehr gereizt wirken, wenn er gestört wird. Trotz seiner Einstufung als Fleischfresser verzehrt er manchmal auch Früchte.

- Hegan: Ein weiblicher Pteranodon.

- Archie: Ein Archaeopteryx, der sehr darunter leidet, nicht fliegen zu können.

- Trey: Tinys älterer Bruder.

- Cror und Totor: Zwei Velociraptoren-Geschwister, welche die jungen Dinosaurier oft ärgern. Cror ist grau und ein Mädchen, während Totor rot und ein Junge ist.

- Termy: Sie ist ein Plesiosaurier-Weibchen und kann gefährlich sein. Angst hat sie nur vor Giganto.

## Produktion und Veröffentlichung
Die Serie entstand bei Cyber Group Studios unter der Regie von Olivier Lelardoux. Hauptautoren waren Jordan Gershowitz, Jacqueline Moody, Annabelle Perrichon und Franck Salomé. Als Produzent trat Pierre Sissmann auf und die Animationsarbeiten leitete Justine Rissone.
Die Serie startete am 18. Januar 2019 bei Disney Channel in den Vereinigten Staaten. Die erste Staffel mit 52 Segmenten in 26 Folgen lief bis zum 29. Februar 2020. Im Dezember 2019 wurden zwei weitere Staffeln angekündigt, die insgesamt 104 Episoden umfassen soll. Die zweite Staffel startete am 4. Januar 2021. Die deutsche Erstausstrahlung geschah vom 29. April 2019 bis zum 10. Februar 2020 bei Disney Junior. Es folgten Ausstrahlungen bei Super RTL und ORF 1. International wurde die Serie unter anderem in Russland, Mexiko, Großbritannien, Kanada und Australien gezeigt.

## Synchronisation
Die deutsche Synchronfassung entstand bei SDI Media Germany in München unter der Regie von Matthias Kupfer.
| Rollen  | Originalsprecher | deutscher Sprecher  |
| ------- | ---------------- | ------------------- |
| Rocky   | Dylan Schombing  | Claudia Schmidt     |
| Bill    | Nicholas Holmes  | Dominic Pühringer   |
| Tiny    | Áine Sunderland  | Laura Jenni         |
| Mazu    | Nahanni Mitchell | Paula Hammerschmidt |
| Giganto | Vincent Tong     | Matthias Kupfer     |

## Weitere Verwertungen
Ab Januar 2020 erscheint die Animationsserie in den USA auf DVD bei NCircle Entertainment, wo bisher die gesamte erste Staffel erschien. Jakks Pacific vertreibt lizenzierte Spielzeuge zur Serie. Ein Videospiel zu Gigantosaurus wurde im Juli 2019 angekündigt und erschien, produziert von Wild Sphere, schließlich im März 2020 von Outright Games für PlayStation 4, Xbox One, Nintendo Switch und PC.